# AT&T Center
L'AT&T Center és un pavelló esportiu a la ciutat de San Antonio (Texas) als Estats Units. Es va acabar de construir l'any 2002 amb el nom de SBC Center, amb un cost de 175 milions de dòlars, sent finançat pel Comtat de Bexar, amb una contribució de 28,5 milions per part de San Antonio Spurs, equip de l'NBA el qual hi disputa els seus partits. En acabar-se la construcció, l'empresa SBC Communications, Inc. va adquirir els drets del nom de l'estadi per un període de 20 anys, a canvi de 41 milions de dòlars, en un acord amb la ciutat de San Antonio (Texas). Dita empresa va canviar el seu nom en novembre de 2005 pel de AT&T Inc.. El pavelló va canviar oficialment el seu nom pel de AT&T Center en gener de 2006. L'estadi té una capacitat per a 18.500 espectadors en partits de bàsquet, que es redueix a 13.000 en partits d'hoquei sobre gel. Per a un altre tipus d'esdeveniments, com concerts o convencions, la capacitat és de 19.000 persones. Compta a més amb 50 llotges de luxe.